# 圣德奈什
圣德奈什（匈牙利語：Szentdénes）是匈牙利巴兰尼亚州所辖的一个村。总面积12.15平方公里，总人口332，人口密度27.3人/平方公里（2011年1月1日）。